# Izlet
Izlet je unaprijed utvrđena kombinacija od najmanje dvije pojedinačne usluge koje se sastoje od prijevoza ili drugih turističkih i ugostiteljskih usluga, a traju manje od 24 sata i ne uključuju noćenje.

## U umjetnosti
Hrvatski književnik modernizma Antun Šoljan napisao je antologijski roman Kratki izlet, prema kojem je snimljen i istoimeni igrani film.